# 로니 마르티네스
로니 다리오 마르티네스 알멘다레스(스페인어: Rony Darío Martínez Alméndarez, 1988년 8월 16일 ~ )는 레알 에스파냐에서 공격수로 뛰는 온두라스의 축구 선수이다.

## 클럽 경력
마르티네스는 우니온 사바에서 레알 소시에다드로 이적료 없이 임대되었다. 이는 아르눌포 바르가스, 우니온의 회장이 마르티네스가 더 많은 경험을 쌓길 위한 것이였다. 마르티네스는 2012-13 클라우수라 득점왕을 차지하였다.